# Cercopithecus nictitans
Il cercopiteco nasobianco maggiore (Cercopithecus nictitans (Linnaeus, 1766) è un primate della famiglia Cercopithecidae.

## Descrizione
È una delle specie di maggiori dimensioni del suo genere: la lunghezza del corpo può variare tra i 40 e 70 cm, quella della coda può superare 100 cm e il peso può raggiungere 12 kg. Come per gli altri cercopitechi, vi è un certo dimorfismo sessuale, con il maschio un po' più grande della femmina. Il colore del corpo è uniformemente grigio; il muso è più scuro, tranne la zona di pelo corto e chiaro sul naso che dà il nome alla specie.

## Distribuzione e habitat
La specie è presente in Africa centrale e occidentale, dalla Liberia e Costa d'Avorio a ovest alla Nigeria, Repubblica Centrafricana e il nordovest della Repubblica Democratica del Congo.
Il suo habitat è la foresta in vicinanza dell'acqua.

## Biologia
Conduce vita arboricola ed ha attività diurna. Vive in gruppi territoriali, formati da un maschio adulto, diverse femmine e piccoli, per un totale da 15 a 40 individui.
Si nutre soprattutto di frutta e semi, ma la dieta comprende anche foglie e insetti.

## Conservazione
La specie non è considerata in pericolo dalla IUCN, ma lo è nella parte occidentale dell'areale:  la sopravvivenza della specie in Liberia e Costa d'Avorio è minacciata a livello considerato critico.